# Worek Bieszczadzki
Worek Bieszczadzki – nieformalna nazwa (o charakterze turystycznym) określająca teren położony między pasmem polskich Bieszczadów Wysokich na zachodzie a granicą z Ukrainą na wschodzie i południu. Jest to polska część doliny górnego Sanu, od jego źródeł, aż po Tarnawę Niżną.
W okresie PRL ze względu na przepisy graniczne teren ten był niedostępny dla turystów.
Obecnie jeden z najatrakcyjniejszych fragmentów Bieszczadów, z pozostałościami cerkwi i cmentarza w Beniowej, oraz tzw. Grobem Hrabiny na terenie dawnych Sianek.
Do południowej części Worka Bieszczadzkiego doprowadza ścieżka dydaktyczna Bieszczadzkiego Parku Narodowego kończąca się w okolicach Przełęczy Użockiej, przy źródle pierwszego lewego dopływu Sanu.